# Anthephora
Anthephora is een geslacht uit de grassenfamilie (Poaceae). De soorten van dit geslacht komen voor in warme gebieden.

## Soorten (selectie)
Enkele soorten uit het geslacht zijn:
- Anthephora argentea
- Anthephora cristata
- Anthephora elongata
- Anthephora hermaphrodita
- Anthephora laevis
- Anthephora nigritana
- Anthephora pubescens
- Anthephora pungens
- Anthephora schinzii
- Anthephora truncata